# Peter Gabriel
Peter Brian Gabriel (ur. 13 lutego 1950 w Chobham) – brytyjski muzyk rocka progresywnego i popu, wokalista, pianista i producent działający na scenie muzycznej od 1967. Współzałożyciel i współtwórca zespołu Genesis, następnie artysta solowy.
Największy solowy sukces komercyjny osiągnął piątym albumem pt. So, który promował przebojami: „Sledgehammer”, „In your Eyes” i „Don’t Give Up” (nagranym z Kate Bush). Napisał też muzykę do filmów, m.in. Ptasiek (reż. Alan Parker), Ostatnie kuszenie Chrystusa i Gangi Nowego Jorku (reż. Martin Scorsese).
Zaangażowany był w wiele interdyscyplinarnych projektów multimedialnych. Był jednym z pierwszych artystów traktujących teledysk jako autonomiczny gatunek sztuki, a nie tylko jako środek promocji albumu. W grudniu 1993 wypuścił program multimedialny „Xplora 1: Peter Gabriel’s Secret World”, stając się pierwszym artystą rockowym, który włączył się do tworzenia programów multimedialnych (CD-ROM). W 2004 przygotował nową wersję utworu „Curtains” na potrzeby gry Myst IV: Objawienie.
Członek Amnesty International i współzałożyciel organizacji Witness. Czynnie udziela się w akcjach charytatywnych, wystąpił m.in. podczs koncertów 46664 czy Live Aid.
W 2014 został wprowadzony do Rock and Roll Hall of Fame.

## Rodzina i edukacja
Urodził się w hrabstwie Surrey. Jego ojcem był Ralph Parton Gabriel (1912–2012), inżynier elektryk, a matką – Edith Irene Allen, która pochodziła z rodziny z muzycznymi inklinacjami. Jego rodzice prowadzili farmę Coxhill. Jako dziecko uczył się od matki gry na fortepianie, co wówczas nie wzbudzało jego entuzjazmu.
Od najmłodszych lat dzieciństwa sprawiał wrażenie osoby zamkniętej w sobie. W 1963 rozpoczął naukę w prywatnej szkole średniej Charterhouse i zamieszkał w internacie, a panującą w nim atmosferę później opisał jako „nieprzyjazną, groźną i uciążliwą”.

## Początki kariery
W okolicach 1963 skomponował swoją pierwszą piosenkę – „Sammy the Slug”, a w następnym roku zaczął grać na perkusji, jednak wkrótce porzucił instrument. Jako że dysponował dobrym głosem, postanowił, że zostanie muzykiem, ponieważ chciał tym zaimponować dziewczynom. Na kanwie wspólnego zainteresowania twórczością Otisa Reddinga, a także niechęci do warunków panujących w szkole, zaprzyjaźnił się z Tonym Banksem. Kiedy miał 15 lat, został perkusistą w zespole The Milords, który tworzyli starsi uczniowie Charterhouse. W 1966 dołączył do zespołu Spoken Word, a następnie – wraz z Banksem i Anthonym Phillipsem założył grupę The Garden Wall, której skład uzupełnił perkusista Chris Stewart.
Tony i Peter zaczęli komponować, a ich pierwszym wspólnym dziełem był utwór „She Is Beautiful” (później przemianowany na „The Serpent” i pod tą nazwą umieszczony na debiutancki albumie Genesis). Do składu The Garden Wall wkrótce dołączył Mike Rutherford, po czym zespół zarejestrował demo składające się z sześciu utworów. Rozpoczęli też współpracę z producentem Jonathanem Kingiem, który zaproponował im zmianę nazwy zespołu na Genesis.

## Genesis

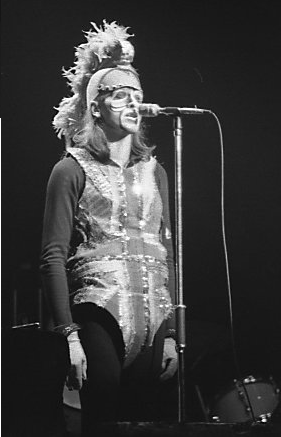
Gabriel (1974)

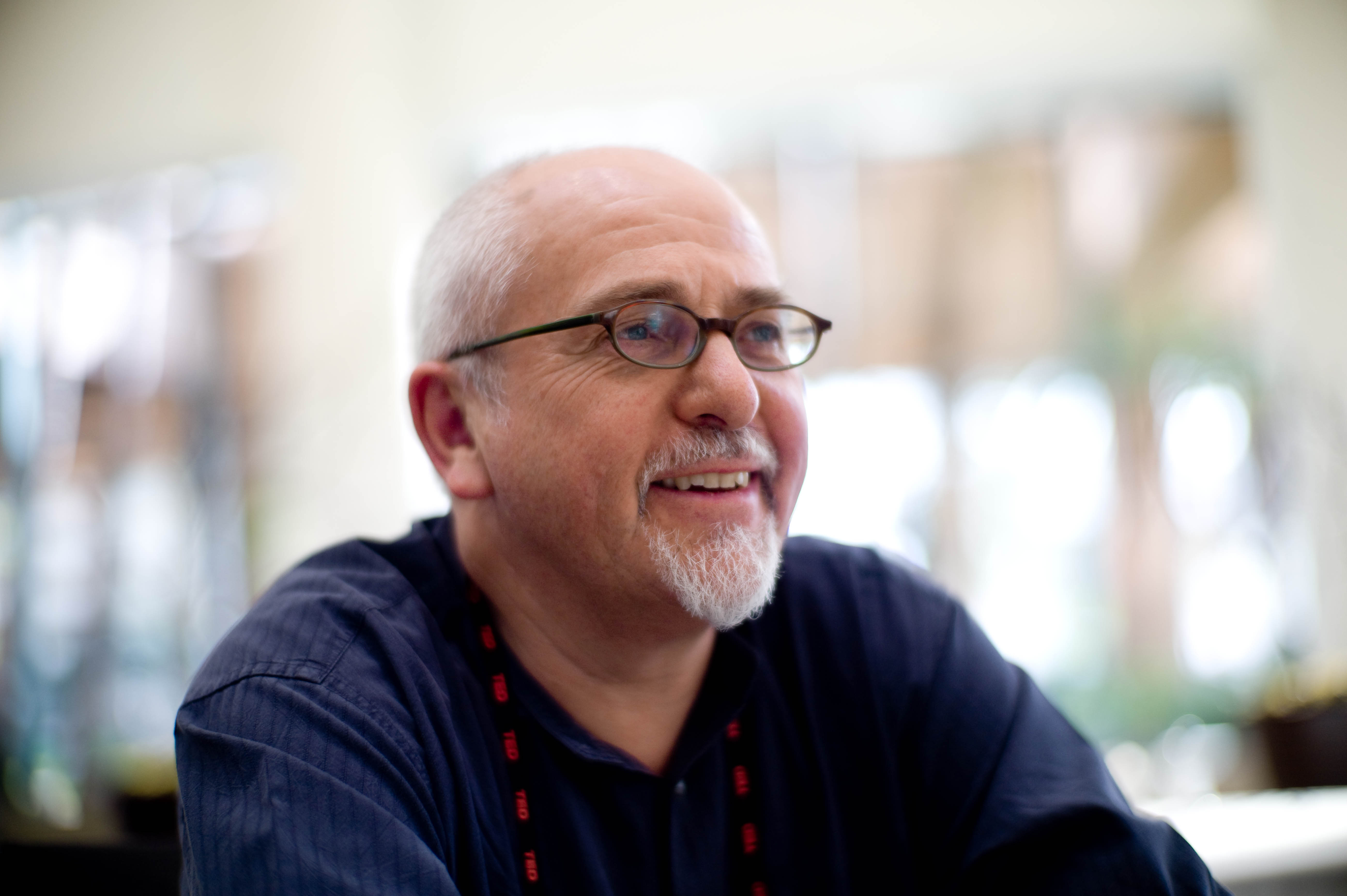
Gabriel (2010)

Jako wokalista Genesis nagrał z zespołem sześć albumów. Po wydaniu drugiej płyty Trespass doszło do zmian w składzie zespołu, Gabriel stał się głównym autorem tekstów, często w formie dość rozbudowanych historii (jak np. w utworze „The Musical Box” z albumu pt. Nursery Cryme).
Był pomysłodawcą uzupełnienia wizerunku scenicznego o rekwizyty teatralne, kostiumy i przebrania, do czego zainspirowały go częste awarie sprzętu koncertowego, które wywoływały długie przerwy między utworami. Nieustannie rozbudowywane rekwizyty sceniczne z czasem skomplikowały relacje wewnątrz zespołu, szczególnie nie przepadał za nimi Phil Collins, który twierdził, że z tego powodu cierpi muzyka. Po wydaniu płyty Selling England by the Pound Gabriel rozważał odejście z Genesis, co tłumaczył pogarszającą się atmosferą w zespole.
Na potrzeby albumu pt. The Lamb Lies Down on Broadway stworzył postać Raela, który odbywał wewnętrzną podróż. Wymógł na kolegach to, by być jedynym autorem tekstów poszczególnych piosenek ilustrujących całość dzieła. W tym samym czasie otrzymał propozycję napisania scenariusza od Williama Friedkina, świętującego sukces Egzorcysty. Jako że próby do nagrania The Lamb… już się rozpoczęły, to sprawy zaczęły się komplikować, tym bardziej że propozycji Friedkina sprzeciwił się Tony Banks. Reżyser w końcu wycofał się z pomysłu.
Kolejne napięcia w Genesis wywołał fakt, że Gabriel spodziewał się z żoną dziecka, przez co nie mógł poświęcać tyle czasu zespołowi, ile od niego oczekiwano, poza tym opóźniał oddawanie tekstów piosenek. Praca nad płytą przeciągała się i trwała w sumie pięć miesięcy. Trasa promująca dwupłytowe dzieło okazała się wyczerpująca. Historia Raela była ilustrowana pokazami slajdów, które praktycznie za każdym razem się zacinały, poza tym niektóre rekwizyty i przebrania używane przez Gabriela były monstrualnych rozmiarów i przez to trudne w użyciu podczas koncertów. Gabriel podczas trasy podjął ostateczną decyzję o odejściu, mimo że Banks wielokrotnie nakłaniał go do pozostania. W maju 1975 zagrał swój ostatni koncert z Genesis.

### Życie prywatne
W marcu 1971 poślubił Jill Moore, z którą ma córkę, Annę-Marię (ur. 26 lipca 1974).

## Dyskografia

### Albumy
| 1977                           | Peter Gabriel (Car) - Data: 25 lutego 1977 - Wydawca: Atco, Charisma           | 38 | 7  | –  | –  | –  | - BPI: złoto                         |
| 1978                           | Peter Gabriel (Scratch) - Data: 3 czerwca 1978 - Wydawca: Charisma, Atlantic   | 45 | 10 | –  | –  | –  |                                      |
| 1980                           | Peter Gabriel (Melt) - Data: 30 maja 1980 - Wydawca: Charisma, Mercury, Geffen | 22 | 1  | –  | –  | –  | - BPI: złoto - RIAA: złoto           |
| 1982                           | Peter Gabriel (Security) - Data: 8 września 1982 - Wydawca: Charisma, Geffen   | 28 | 6  | –  | –  | –  | - BPI: złoto - RIAA: złoto           |
| 1986                           | So - Data: 19 maja 1986 - Wydawca: Charisma, Virgin, Geffen                    | 2  | 1  | 61 | 14 | –  | - BPI: 3x platyna - RIAA: 5x platyna |
| 1992                           | Us - Data: 29 września 1992 - Wydawca: Real World, Geffen                      | 2  | 2  | –  | 1  | –  | - BPI: platyna - RIAA: platyna       |
| 2002                           | Up - Data: 24 września 2002 - Wydawca: Geffen, Virgin                          | 9  | 11 | 4  | 4  | –  | - BPI: srebro                        |
| 2010                           | Scratch My Back - Data: 15 lutego 2010 - Wydawca: Virgin                       | 26 | 12 | 4  | 2  | 2  | - ZPAV: złoto                        |
| 2011                           | New Blood - Data: 10 października 2011 - Wydawca: Real World/Virgin            | 30 | 22 | 12 | 6  | 14 |                                      |
| 2023                           | I/O - Data: 1 grudnia 2023 - Wydawca: Real World Records                       |    |    |    |    |    |                                      |
| „–” pozycja nie była notowana. |                                                                                |    |    |    |    |    |                                      |

### Ścieżki dźwiękowe
| 1985                           | Birdy - Data: marzec 1985 - Wydawca: Geffen, Charisma                                                    | 162 | 51 | –  | –  |               |
| 1989                           | Passion - Data: 5 czerwca 1989 - Wydawca: Geffen, Virgin                                                 | 60  | 29 | –  | –  | - RIAA: złoto |
| 2000                           | OVO - Data: 8 sierpnia 2000 - Wydawca: Real World Records                                                | –   | 24 | 28 | 14 |               |
| 2002                           | Long Walk Home: Music from the Rabbit-Proof Fence - Data: 16 kwietnia 2002 - Wydawca: Real World Records | –   | –  | –  | –  |               |
| „–” pozycja nie była notowana. | |     |    |    |    |               |

### Albumy koncertowe
| 1983                           | Plays Live - Data: 9 czerwca 1983 - Wydawca: Geffen, Charisma        | 44 | 8  | –   | –  |                             |
| 1994                           | Secret World Live - Data: 13 września 1994 - Wydawca: Geffen, Virgin | 23 | 10 | –   | 8  | - ZPAV: złoto               |
| 2012                           | Live Blood - Data: 24 kwietnia 2012 - Wydawca: Eagle Rock            | –  | –  | 185 | 11 | - BPI: srebro - RIAA: złoto |
| „–” pozycja nie była notowana. |                                                                      |    |    |     |    |                             |

### Kompilacje
| 1990                           | Shaking the Tree - Data: 20 listopada 1990 - Wydawca: Geffen, Virgin | 48  | 11 | 85 | - BPI: 2x platyna - RIAA: 2x platyna |
| 1992                           | Revisited - Data: 10 listopada 1992 - Wydawca: Atlantic              | –   | –  | –  |                                      |
| 2003                           | Hit - Data: 4 listopada 2003 - Wydawca: Geffen, Virgin               | 100 | 29 | 25 | - BPI: złoto                         |
| „–” pozycja nie była notowana. |                                                                      |     |    |    |                                      |

### Inne
| 1980                           | Peter Gabriel – Ein Deutsches Album - Data: lipiec 1980 - Wydawca: Charisma Records | –   | –  | –  |
| 1982                           | Peter Gabriel – Deutsches Album - Data: wrzesień 1982 - Wydawca: Charisma Records   | –   | –  | –  |
| 2008                           | Big Blue Ball - Data: 24 czerwca 2008 - Wydawca: Real World                         | 130 | 37 | 12 |
| „–” pozycja nie była notowana. |                                                                                     |     |    |    |

## Nagrody, pozycje na listach przebojów i rekordy
- nagrody Grammy
  - 1989 Passion w kategorii najlepszy album new age
  - 1992 Digging in the Dirt w kategorii najlepszy teledysk krótkometrażowy
  - 1993 Steam w kategorii najlepszy teledysk krótkometrażowy
  - 1995 Secret World Live w kategorii najlepszy teledysk długometrażowy
- Piosenka Biko została umieszczona na liście 500 piosenek, które ukształtowały rock utworzonej przez Rock and Roll Hall of Fame.